# 태풍 담레이 (2012년)
태풍 담레이(태풍 번호: 1210, JTWC 지정 번호: 11W, 국제명:DAMREY)는 2012년에 북서태평양에서 발생한 10번째 태풍이다. 태풍 담레이는 1949년 이후 중국의 장강 북부에 영향을 준 태풍 중 가장 강한 태풍이었고 2012년 대한민국에 영향을 준 2번째 태풍이었다.

## 태풍의 진행

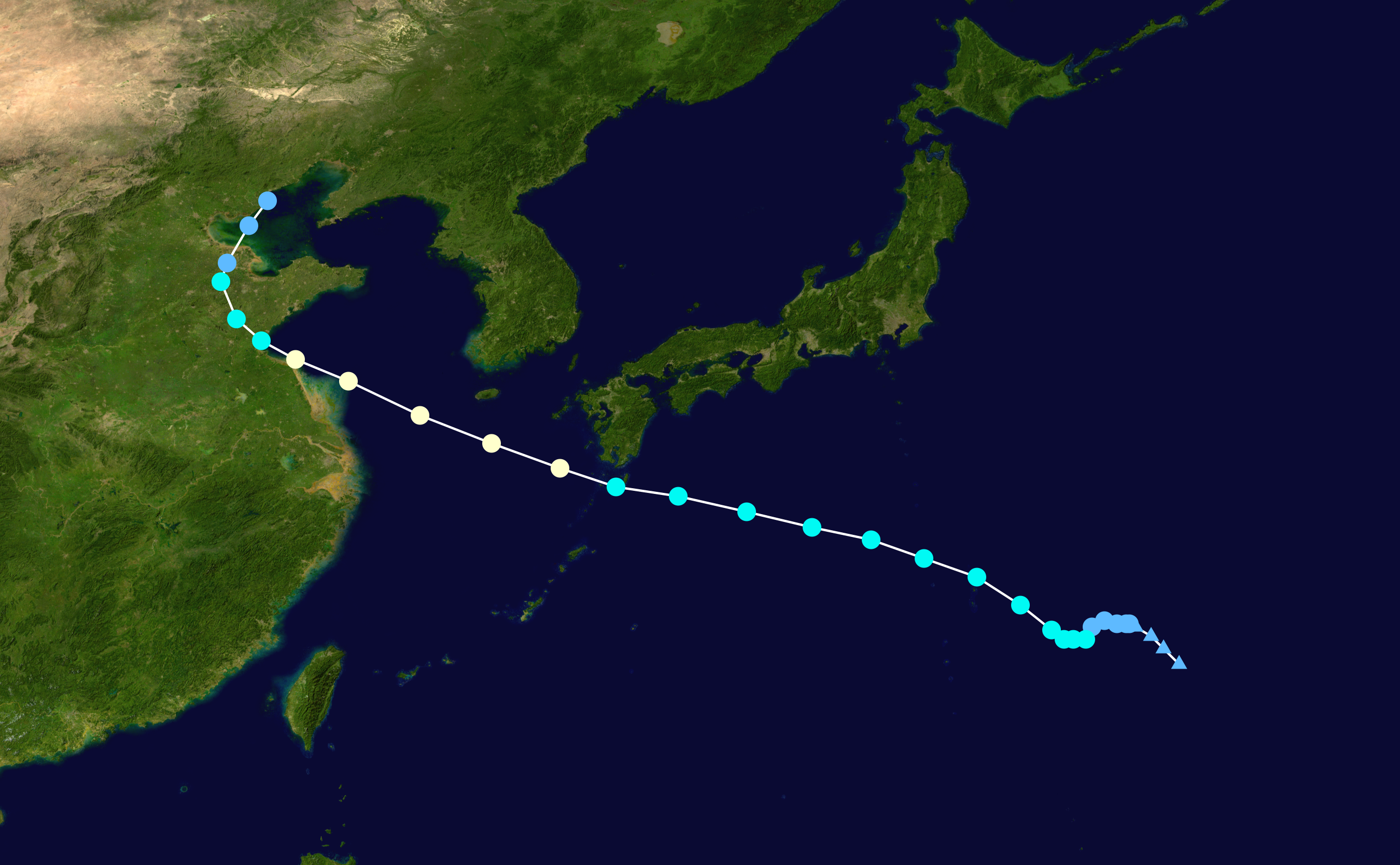
태풍 담레이의 이동 경로

7월 26일에 미나미토리섬 남서쪽 해상에서 열대 요란이 발생하였다. 7월 27일에는 일본 기상청(JMA)이 열대 저기압의 단계로 승격시켰고 7월 28일에는 미국 합동태풍경보센터(JTWC)가 열대저기압 발생경고령을 내렸고 태풍의 국제명인 '담레이(DAMREY)'를 부여했다. 이날 오후에 JTWC가 열대 저기압으로, 7월 29일에는 열대 폭풍의 단계로 차례차례 올렸다. 열대 저기압 담레이가 2일동안 서쪽으로 이동하는 사이 JMA는 7월 30일 지치지마 섬 북동쪽 해상에 위치해있을 때 강한 열대폭풍으로 발달했다고 판단했다. 이때부터 담레이는 서북서쪽으로 이동하기 시작했다. 8월 1일, 오스미 제도를 통과할 때, JTWC는 사피어-심슨 허리케인 등급 제1등급으로 승격시켰고 태풍의 눈이 관측되었다. 8월 2일에 황해를 통과할 때에 JMA는 태풍의 단계까지 올렸고 이 시간에 담레이의 중심기압은 965 hPa까지 내려가 최저를 기록했다. 담레이가 최성기에 다다랐을 때 중국 장쑤성 옌청 시 샹수이 현에 중국 시간으로 21시 30분에 상륙했다. 이때부터 담레이는 약화되기 시작하여 8월 3일 오전에 JMA가 강한 열대폭풍의 단계로 격하시킨 다음 산둥성 칭다오시 서북서쪽 약 220 km 부근 육상에서 소멸하였다.
태풍 담레이(DAMREY)는 캄보디아에서 제출하였으며 코끼리를 의미한다. 한편 '담레이'는 2000년부터 사용되고 있는 140개의 열대저기압 이름의 목록 중 1번에 해당한다. 따라서 이번까지 3번째 사용되었으며 최초로 이름이 3번 사용된 태풍이 되었다.

## 대비와 피해
중국 동부 해안에 태풍 담레이가 상륙하기 전에 정부에서는 경고령을 내렸고 이에 따라 장쑤성의 주민 10만명의 대피명령을 내렸다.
8월 2일에 중국에 상륙하면서 장쑤 성에는 126 km/h (78 mph)의 강풍과 폭우가 내렸다. 21개의 장쑤성과 북쪽에 인접한 산둥성의 군에서 담레이로 인해 피해를 입었다. 산둥 성에서는 174 mm의 강수량이 관측되었기도 했다. 또한 피해가 가장 극심했던 지역에서는 2명이 숨지고 29명이 부상당하는 사고가 일어났다. 총체적으로 1,178채의 집이 파괴되었고 약 3만채가 반파되었다. 재산피해액은 총 16억 9천만 중국 위안(2억 6520만 미국 달러)가 집계되었다.
랴오닝성에서는 폭우로 인해 1만채의 집이 완파, 1만 7천채의 집이 반파되었다. 8월 6일 랴오닝 성의 번시 시에서는 2개의 주요한 강이 범람해 300명이 작업하고 있는 터널에서 인부가 갇히는 사고가 발생했다. 이로 인해 9명이 사망했고 4명이 실종상태에 빠졌다. 허베이성에서는 9천 4백채의 집이 파괴되었고 5명이 숨졌으며 1명이 실종되었다. 랴오닝 성과 허베이 성에서만 379만명이 태풍의 영향을 받아 8월 4일, 중국 정부가 이재민들에게 구호 작업에 착수했다.
대한민국에서는 제주도 남쪽 해상을 지나가 큰 피해는 없었다. 다만 태풍 담레이로 인해 중부 지방에 더운 공기를 공급하면서 중부 지방의 폭염이 심해지는 결과를 초래했다.

## 같이 보기
- 2012년 태풍